# Stanley (Manitoba)
Stanley es un municipio rural canadiense situado en la provincia de Manitoba.

## Superficie
Stanley tiene una superficie de 835,18 km².

## Demografía
En 2021, tenía 8981 habitantes, una densidad poblacional de 10,8 hab./km², y 2354 viviendas.